# Bumbești-Jiu
Bumbești-Jiu (pronunciació en romanès: [bumˌbeʃtʲ ˈʒiw]) és una ciutat del comtat de Gorj, Oltènia, Romania, al riu Jiu. Administra quatre pobles: Curtișoara, Lăzărești, Pleșa i Tetila.
Es va convertir oficialment en una ciutat el 1989, com a resultat del programa de sistematització rural romanès.
La ciutat compta amb el monestir de Lainici, el monestir de Vișina (construït el 1418) i un "Museu del Poble".
Segons el cens del 2011, la població de Bumbești-Jiu ascendeix a 8.932 habitants, per sota del cens anterior del 2002, quan es van registrar 10.617 habitants. La majoria dels habitants són romanesos (92,58%), amb una minoria de gitanos (3,64%). Per al 3,57% de la població, es desconeix l’ètnia. Des del punt de vista confessional, la majoria dels habitants són ortodoxos (95,06%). Per al 3,57% de la població, no es coneix l’afiliació confessional.

## Fills il·lustres
- Dorin Arcanu
- Corina Peptan